# 만동묘
만동묘(萬東廟)는 임진왜란 당시 조선에 원군을 파병한 명 신종을 기리고자 1704년 숙종 30년 오늘날 충청북도 괴산군 청천면 화양동에 세운 사당이다.

## 화양동서원
1975년 도립공원으로 지정된 화양동 계곡은 원래 청주군 청천면 지역이며, 황양목이 많아 ‘황양동’(黃楊洞)으로 불렸다. 그러다 효종 때 우암 송시열이 이곳으로 내려와 살면서 ‘화양동’으로 고쳐 불렀다. 벼슬에서 물러난 송시열은 곧바로 이 화양동에 머물며 암서재(巖棲齋) 짓고서 글 읽으며 제자를 가르쳤다. 송시열은 화양동 계곡의 기이하고 아름다운 아홉 곳에 이름을 붙이고 화양구곡이라 하였는데, 조선시대 노론의 성지 가운데 성지였던 화양동서원과 만동묘가 있다. 화양동서원은 1695년 숙종 21년에 이곳에 머물며 후진을 양성했던 송시열을 제향하기 위해 그의 문인인 권상하, 정호 등의 노론계 관료와 유생들이 함께 세웠다. 나라 안 44개에 이르는 송시열 제향의 서원 가운데 대표적인 서원이 된 화양동 서원은 1696년에 사액을 받았다. 화양동서원에 딸린 만동묘는 임진왜란 때 조선에 군사를 내준 의종과 신종을 제사를 지내는 곳이었다. 조선 정부에서는 여기에 땅과 노비를 주었고, 영조 때는 만동묘를 증수했으며, 헌종 때는 관찰사가 제사를 지내기도 했다.
그 후 유생들의 소굴이 되어 그 폐단이 서원보다 더하였다. 그리하여 흥선대원군은 만동묘를 철폐할 구실로 대보단을 세우고 지방과 편액 기타 물건은 모두 대보단 경봉각에 갖다 두었다. 그 후 유생들이 만동묘를 재건할 것을 여러 차례 상소했으나 실패했는데, 대원군이 정계에서 물러나고 명성황후와 외척인 여흥 민씨 세력이 정권을 잡자 1874년 고종 11년 부활하였다.

## 같이 보기
- 흥선대원군
- 서원
- 송시열
- 송준길
- 만력제
- 임진왜란
- 정유재란
- 사대주의
- 중화사상
- 재조지은
- 존주대의
- 보지화양동 불알송선생
- 허목
- 윤증
- 김삿갓
- 괴산 만동묘정비